# Pubblico (sociologia)

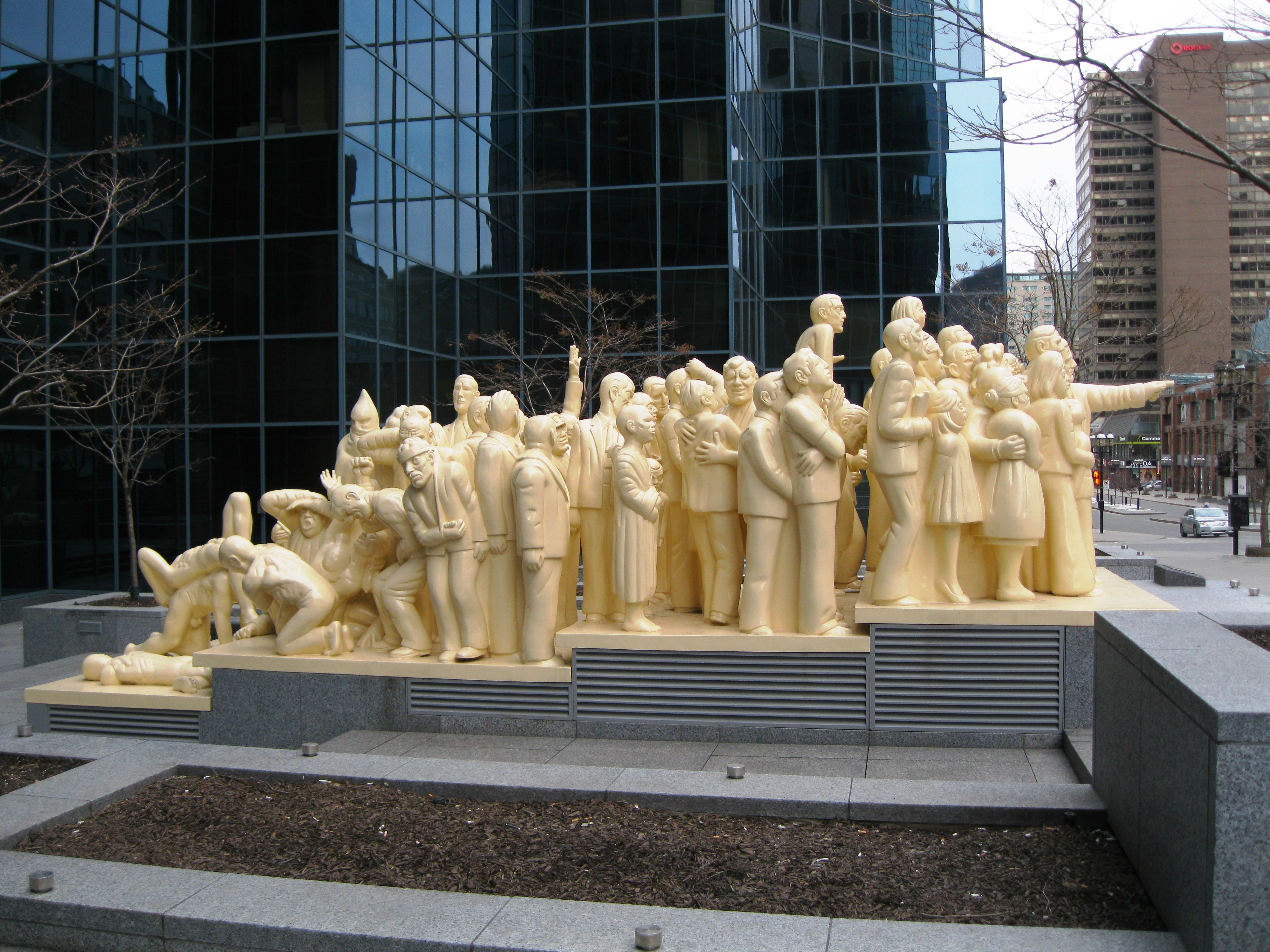
Raymond Mason, La Foule illuminée, esposta presso il McGill College a Montréal.

In sociologia, il pubblico è un insieme di persone interessate ad un determinato argomento o ambito culturale, come ad esempio un'opera intellettuale, letteraria, artistica, ecc. Sono i lettori di un libro o di un giornale, gli spettatori di un teatro o di un film, i telespettatori e gli internauti che navigano su internet. Si parla in questi casi di auditorio.
Il pubblico è anche l'insieme di persone che frequentano i commerci, le amministrazioni, i trasporti pubblici e in generale i servizi che, precisamente, sono aperti al pubblico. Si parla anche in questo caso di clientela o di utenza.
È più generalmente l'insieme degli abitanti di una regione, di un paese e del mondo. Si parla allora di pubblico di massa, per contrasto ai pubblici specializzati che sono interessati o attirati da un medium particolare, più o meno specializzato.